# Maximum illud

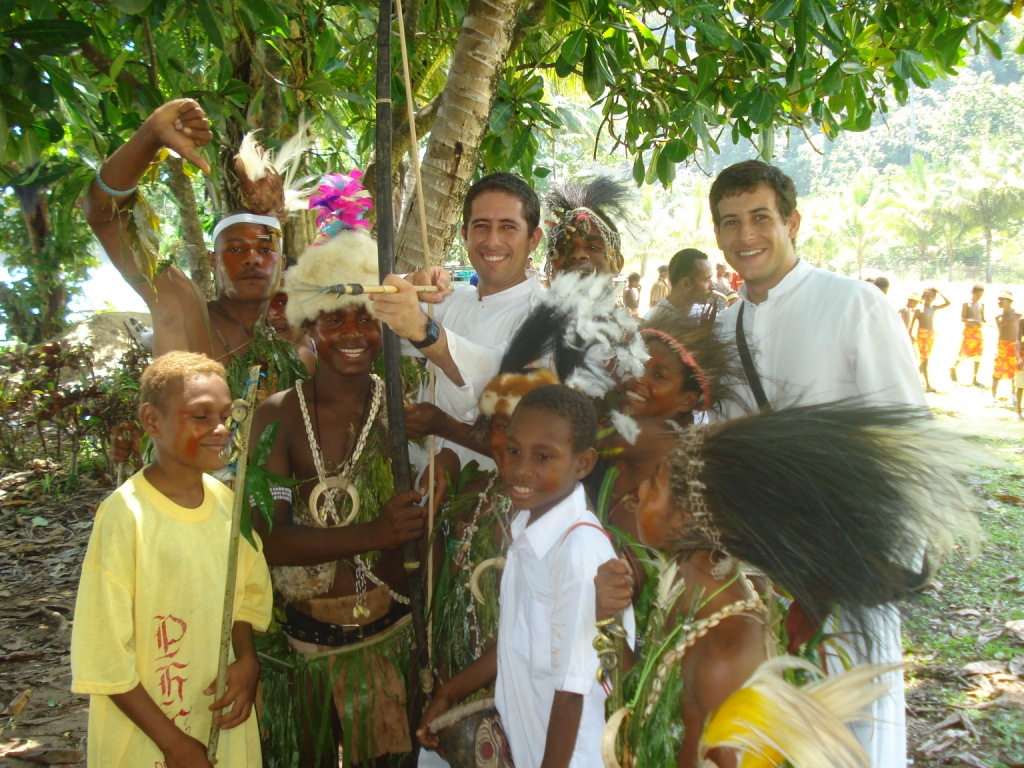
Misioneros católicos del Instituto del Verbo Encarnado en Papúa Nueva Guinea, Oceanía

Maximum Illud es una carta apostólica emitida por el Papa Benedicto XV el 30 de noviembre de 1919. Benedicto XV comienza recordando «ese importante y sagrado encargo» que se encuentra en Marcos 16:15: «Id por todo el mundo y predicad el Evangelio a toda criatura».

## Nuevo enfoque
El Papa, al identificar los principios y prioridades de las misiones católicas, presentó una ruptura con el tradicional pensamiento eurocéntrico y colonialista. En lugar de ello, propuso una valoración positiva de las diferencias culturales, una separación del trabajo de la iglesia de las alianzas políticas, y la necesidad de desarrollar los recursos de las iglesias locales para prosperar independientemente, una vez que los misioneros se retiren en favor de un sacerdocio y un episcopado nativos. Estableció, según el cardenal Fernando Filoni, que «la Iglesia ya no podía estar atada a la realidad de ese momento en el que había tantos nacionalismos, junto con el deseo de promover un cierto colonialismo a través de la religión: una unión que era necesario romper. El misionero católico, dijo el Papa Benedicto XV, se presenta como un embajador de Cristo, no como un mensajero de su propia nación».
La carta apostólica es el primer documento sobre misiones emitido por un Papa, y aunque no es una encíclica, a veces se la identifica como la primera de cinco encíclicas papales publicadas entre 1919 y 1959 que redefinieron el papel misionero de la Iglesia.

## Fondo
En la segunda mitad del siglo XIX, el Vaticano reconoció la necesidad de reformular la administración y el espíritu de las actividades misioneras. El papa León XIII y el papa Pío X intentaron frenar la autoridad de la Congregación para la Doctrina de la Fe, dominada en aquel entonces por los franceses.
El misionero belga en China, Frédéric-Vincent Lebbe, hizo campaña por el nombramiento de obispos chinos para reemplazar a los obispos misioneros franceses. Lebbe, que se sumergió en la cultura china desde su llegada y ordenación en 1901 había aprendido el idioma chino y adoptando la vestimenta local. Lebbe fue crítico de varias organizaciones religiosas extranjeras, por su práctica de controlar el catolicismo chino en beneficio de sus países de origen, proponiendo el lema: «Devolvamos China a los chinos y los chinos vendrán a Cristo». Esta actitud enfureció a sus superiores de la orden lazarista, al promover el nombramiento de obispos de nacionalidad china.
Al mismo tiempo, las rivalidades persistentes de las diferentes potencias europeas en África y Asia plantearon un desafío a la empresa misionera, y con la conclusión de la Primera Guerra Mundial, ese momento representó una ruptura con el pasado colonial, ya que el Tratado de Versalles estableció mandatos bajo la autoridad de la Liga de las Naciones que anticiparon el comienzo del fin del colonialismo.

## Contenido
Benedicto XV recordó a los grandes apóstoles del Evangelio que contribuyeron enormemente a la expansión de las misiones, a la vez que repasó la historia más reciente de las misiones. La carta fue dirigida inicialmente a los obispos y superiores encargados de las misiones católicas, destacando la necesidad de formar a un clero local. A los misioneros católicos se les recordó que su objetivo es espiritual, y que debe lograrse desinteresadamente.
El Papa subrayó la necesidad de una preparación adecuada para trabajar en medio de otras culturas, y la necesidad de adquirir conocimientos lingüísticos antes de ir allí. Llamó a un esfuerzo continuo hacia la santidad personal, y elogió el trabajo desinteresado de las monjas en las misiones. También La misión no es sólo de los misioneros, pues todos los católicos deben participar, a través de su Apostolado de la Oración, apoyando las vocaciones y ayudando económicamente. La encíclica concluye destacando a varias organizaciones que organizan y supervisan las actividades misioneras dentro de la Iglesia Católica.
Al recordar el final de la Primera Guerra Mundial, Benedicto XV repitió el mandato bíblico de ir hasta los confines de la tierra y predicar el Evangelio. Recordó los ejemplos de Francisco Javier en la India, de Bartolomé de las Casas en las Américas, entre otros, para mostrar lo que la gente puede hacer al servicio de Dios. Rememoró que muchos misioneros murieron como mártires por su fe, y muchos viven como santos. Destacó un gran éxito hasta el día de hoy: «Quien estudie los hechos de esta gran saga quedará profundamente impresionado por ellos: por las enormes dificultades que nuestros misioneros han padecido al difundir la fe, por la magnífica devoción que han demostrado y por los abrumadores ejemplos de intrépida resistencia que nos han brindado. Y para quien reflexione sobre estos hechos, debe ser impactante darse cuenta de que en este momento aún quedan en el mundo inmensas multitudes de personas que viven en la oscuridad y la sombra de la muerte. Según una estimación reciente, el número de incrédulos en el mundo se acerca a los mil millones de almas».
Advirtió de la necesidad de que los misioneros desarrollen el clero local para ampliar su trabajo. Cualquier persona a cargo de una misión debe asegurar y capacitar candidatos locales para el ministerio: «En esta política reside la mayor esperanza de las nuevas iglesias. Porque el sacerdote local, unido a su pueblo por el nacimiento, por la naturaleza, por sus simpatías y sus aspiraciones, es notablemente eficaz para apelar a su mentalidad y atraerlos así a la fe. Él sabe mucho mejor que nadie el tipo de argumentos que escucharán y, como resultado, a menudo tiene fácil acceso a lugares en los que no se toleraría a un sacerdote extranjero».

## Recepción
En su momento, el mensaje de Benedicto XV dividió a las misiones francesas en China, entre la «Facción Lebbe» y la «Facción Francesa». Los líderes de una de las órdenes misioneras más prominentes, los Misioneros del Verbo Divino, contribuyeron al levantamiento chino antieuropeo conocido como la Rebelión de los Bóxers, y posteriormente criticaron a Lebbe y dudaron de que habría candidatos chinos adecuados que pudieran ser preparados rápidamente para la ordenación episcopal. Algunos se resistieron a la inacción del Vaticano, o argumentaron que el estatus legal protegido otorgado a los extranjeros en China les daba a los misioneros una posición más segura a la de cualquier clérigo local. Sin embargo, muchos reconocieron que ordenar a un número cada vez mayor de ciudadanos chinos como sacerdotes estaba creando más rivalidad, que acercamiento con los homólogos europeos.
El sucesor de Benedicto XV, el Papa Pío XI, continuó impulsando un nuevo enfoque del trabajo misionero. En 1922 nombró como delegado apostólico en China a Celso Costantini, quien persuadió a dos obispos nacidos en Europa a ceder espacio, para permitir el nombramiento de dos chinos como vicarios apostólicos en 1924.  Costantini identificó a seis candidatos chinos para nombramientos episcopales, y los acompañó a Roma, donde recibieron su consagración episcopal de manos del Papa, el 28 de octubre de 1926.   Pío XI reforzó los principios de Maximum illud en su encíclica Rerum ecclesiae del 8 de febrero de 1926.  En algunas regiones, el progreso llegó más rápidamente. Pío XI nombró al primer obispo de rito latino nacido en la India, el jesuita Francis T. Roche, en 1923. Al momento de su muerte en 1939, Pío XI había nombrado cuarenta obispos nacidos en tierras de misión, los primeros de la era moderna.
Si bien en la carta de 1919 se afirmó que las misiones estaban dirigidas a aquellos que «viven en la ignorancia de Dios»,  a partir de la declaración Nostra aetate de 1965, en el marco del Concilio Vaticano II, la visión de la Iglesia sobre otras religiones reconoció que también hay valores compartidos con aquellas, fomentando el diálogo respetuoso.

## Reconocimiento posterior
En 2017 el papa Francisco , al acercarse el centenario de esta carta apostólica, pidió que octubre de 2019 se celebrara como un «Mes Misionero Extraordinario», señalando que en Maximum Illud Benedicto XV trató de promover una evangelización «purificada de toda connotación colonial y alejada de los objetivos nacionalistas y expansionistas que han demostrado ser tan desastrosos». Al respecto escribió Francisco: «La Carta Apostólica Maximum illud nos llama a trascender las fronteras nacionales y a dar testimonio, con espíritu profético y audacia evangélica, de la voluntad salvadora de Dios a través de la misión universal de la Iglesia». 
La idea de un reconocimiento especial a la labor misionera de la Iglesia surgió de una propuesta de la Congregación para la Evangelización de los Pueblos, la cual pedía una renovada consideración de Ad gentes, un decreto de 1965 del Concilio Vaticano II sobre la actividad misionera católica. Describió Francisco a Maximum Illud como un hito en la evolución de la obra misionera de la Iglesia:

Si al comienzo hubo una forma agregada de colonialismo, luego solo de Iglesia occidental, ahora la actividad misionera se ha extendido a todos, y en particular a las Iglesias que se encuentran en los llamados países de misión, considerando que nadie puede realizar una misión mejor que ellos. Si se toman las tierras de misión, como África, Asia u Oceanía, se aprecia que allí ya hay Iglesias locales, «Iglesias jóvenes». El papa Pablo VI dijo en Uganda: «ahora os toca a vosotros ser misioneros de vosotros mismos».